# Дилянка
Дилянка (Valeriana) е род покритосеменни растения от семейство Бъзови. Съдържа много видове, включително лечебната дилянка. Видовете са местни за всички континенти с изключение на Антарктида, с най-голямо разнообразие на видовете в Евразия и Южна Америка (особено в Андите).

## Вкаменелости
Изкопаеми семена на Valeriana sp, сред които на изчезналия род  †Valeriana pliocenica, са открити в късномиоценски отлагания в Южна Украйна, в плиоценски отлагания в югоизточна Беларус и Башкортостан в централна Русия. Изкопаемите семена са най-подобни на съществуващият европейски вид Valeriana simplicifolia.

## Видове
Към септември 2022 г. са признати 424 вида в род Дилянка, сред които:
- Valeriana alypifolia
- Valeriana aretioides
- Valeriana asterothrix
- Valeriana bertiscea
- Valeriana buxifolia
- Valeriana californica
- Valeriana celtica
- Valeriana cernua
- Valeriana coleophylla
- Valeriana dioica
- Valeriana edulis
- Valeriana fauriei
- Valeriana montana
- Valeriana occidentalis
- Лечебна дилянка (Valeriana officinalis)
- Valeriana pauciflora
- Valeriana pyrenaica
- Valeriana secunda
- Valeriana sitchensis
- Valeriana uliginosa

## Галерия
- Valeriana officinalis
- Valeriana montana